# Cec Pepper
Cecil George Pepper (15 settembre 1916 – Littleborough, 22 marzo 1993) è stato un crickettista australiano a livello di First Class cricket.

## Biografia
Fu il primo giocatore al mondo a completare il double due volte nella Central Lancashire League. Ha giocato in first-class cricket per la New South Wales cricket team dalla stagione 1938-1939 alla stagione 1940-1941. Combatté in Medio Oriente durante la Seconda guerra mondiale, e alla fine della guerra cominciò a giocare per le squadre di cricket con sede in Inghilterra ma di origini australiane. Il ruolo ricoperto da Pepper durante la sua intera carriera fu quello di all-rounder. Riuscì a realizzare un hat trick (tra gli altri portati a compimento) nella sua migliore stagione (1949-1950) durante una partita di cricket giocata in India. In tutta la sua carriera, Pepper disputò 44 incontri di first-class cricket, riuscendo a segnare ben 1927 run.